# Дві історії (Доктор Хаус)
Дві історії (англ. Two Stories) — тринадцята серія сьомого сезону американського серіалу «Доктор Хаус». Вперше була показана на каналі FOX 21 лютого 2011 року.
Хаус бере участь у шкільному «Дні кар'єри» та порушує кілька правил заходу, докладно розповідаючи про відверті медичні історії. У кабінеті директора він зустрічає двох учнів п'ятого класу, які допомагають йому зрозуміти всю трагічність їхніх стосунків з Кадді і як його егоїстичні вибрики заважають їй у її справах.

## Сюжет
Двоє школярів незграбно намагаються поцілуватися, але це помічає одна з вчительок і каже їм піти з нею. Вони опиняються в кабінеті директора, де бачать, що Хаус також сидить на лаві та чекає на директора.
Сцена повертається три дні тому, коли Форман і Хаус вриваються до студентів університету. Хаус каже їм, що ноутбук, який він має, захищений паролем, і йому потрібно, щоб вони його зламали. Форман проводить обстеження навколишнього середовища, а Хаус повідомляє їм, що їхній сусід по кімнаті дуже хворий. Хаус робить ковток напою одного студента. Коли студент скаржиться, Хаус бере пістолет і стріляє в одного з сусідів по кімнаті. Потім він направляє пістолет назад на студента, який скаржився.
Сцена зсувається на дві години до класу з учнями. Виявилося, що Хаус описував стрілянину кімнаті, повній недовірливих школярів на Дні кар'єри. Один зі школярів думає, що він бреше, але Хаус просить його довести це. Він каже, що сцена, описана Хаусом, прямо з фільма «Кримінальне чтиво».
Повернувшись до зали для очікування, Хаус каже школярам, що не знав, хто його викликав. Вони думають, що Хаус тут, щоб поскаржитися на учня, але він каже, що ніколи не стане доносником і намагається викопатися з ями, але виявив, що копає більшу яму. Жодна сторона не хоче розповідати іншій, чому вони потрапили до директора, але Хаус помічає синяк у школярки. Він розуміє, що це сталося кілька днів тому. Школярка каже, що розкаже Хаусу про синяк, якщо Хаус погодиться сказати їм, чому він тут.
Хаус знову починає розповідати їм про свою презентацію до Дня кар'єри. Він зізнається студентам, що не хотів бути там, тому намагався зробити свою розповідь цікавішою. Він також розповідає школярам, що лікарі майже завжди обшукують домівки пацієнтів — а їм не кажуть, щоб вони нічого не могли приховати. Коли школяр запитує, чому пацієнти можуть щось приховувати, Хаус каже, що це тому, що пацієнти дебіли, і всі брешуть. Інший учень зазначає, що якщо всі брешуть, то, мабуть, бреше і Хаус. Хаус каже, що не всі весь час брешуть. Хаус намагається завершити це, коли вчитель називає його доктором Гурані та просить описати, що він насправді робить під час звичайного медичного огляду.
Хаус описує пацієнтку клініки, яка скаржиться, що її піхва оніміла. Він запитує її, як часто вона використовує свій вібратор. Учитель перериває його і просить описати свій типовий день, але Хаус каже, що він ніколи не відвідує більше одного пацієнта на день. Учитель хоче йти далі, але один із учнів запитує, чим він займається решту дня.
Хаус починає говорити про свої стосунки з Кадді і просить її про секс. Він слідує за Кадді до її офісу, але вона каже, що зайнята. Хаус хоче, щоб вона знову знайшла для нього час у своєму розкладі. Коли він кладе руку на її телефон, щоб не дати їй набрати номер, вона б'є слухавкою по його руці і називає його найбільш егоїстичним, егоцентричним сучим сином на планеті та каже йому, що вона не може домовитися з ним більше.
Хаус думає, що він покінчив з днем кар'єри, але один зі студентів запитує, що таке вібратор.
Повернувшись до кабінету директора, дівчина запитує, чому Кадді так розлютилася. Хаус вважає, що причина не допомагає історії, але вона каже, що це єдина частина історії, яка має значення. Він хоче знати про її синяк під оком, але вона хоче знати, в чому проблема з Кадді, якщо це не «поцілунки». Хаус замовкає, і хлопець нарешті визнає, що їх затримали за поцілунки за школою. Хаус усе ще хоче знати про синяк, і коли дівчина каже, що вони насправді не цілувалися, Хаус звинувачує її в тому, що вона дражнить. Вона заперечує це, але Хаус каже, що докази вказують на протилежний висновок. Він каже, що зараз хоче почути їхню історію.
Діти розповідають про те, як за два дні до цього вони були на майданчику, де дівчина публічно підійшла до хлопчика і сказала йому, що ніколи не поцілує його. Хлопець визнає, що це сталося, а дівчина каже, що це доводить, що вона не дражнилка. Вона все ще хоче знати, чому Кадді сердиться на нього.
Хаус починає описувати випадок сусіда по кімнаті. Він скаржиться команді на проблеми з диханням і біль у грудях . Чейз і Тауб сваряться з медсестрою. Хворий починає кашляти з кров'ю. Мастерс каже, що їм потрібна комп'ютерна томографія грудної клітини, але Форман каже, що тести не проводяться, якщо він як старший науковий співробітник не схвалить їх. Мастерс каже Чейзу та Форману, що вони не можуть сексуально домагатися медсестри, і йде сказати Кадді. Нарешті Форман замовляє КТ.
Однак це ще одна історія, яку Хаус розповідав у класі. Вони запитують, чи те, що робили Чейз і Тауб, було сексуальним домаганням, але він відповів їм, що нічого страшного, якщо ви гарні. Один учент каже, що Тауб був невисокого зросту з великим носом, але Хаус каже, що це не єдине, що повинно бути великим. Він думає, що Хаус знову бреше, але коли Хаус каже йому, що він не може впоратися з правдою, інший учень каже, що це, очевидно, з фільму «Декілька хороших хлопців». Нарешті вчитель кидає Хауса й переходить до рекламника. Але учні хочуть знати, що сталося з пацієнтом. Учитель збирається здатися, коли Хаус визнає, що пацієнт мертвий. Проте студенти думають, що він знову бреше, і продовжують пресинг. Учитель просить «Гурані» швидко закінчити.
Сусід по кімнаті, очевидно, у біді, і лікарі вважають, що він має бактеріальний штам, який стійкий до антибіотиків. Він відкашлює те, що здається його легенями. Хаус наполягає, що це дійсно сталося. Він каже учням, що працює лише з одним пацієнтом за раз і лише у випадках, коли інші лікарі не можуть зрозуміти, що не так.
Він розповідає їм що Мастерс, запитує, як це взагалі можливо. Команда виключила інфекцію та рак. Хаус все ще одержимий захищеним паролем ноутбуком Кадді. Мастерс розповідає їм про пацієнта та його сусідів по кімнаті, які працюють над новими комп'ютерними мікросхемами, і пропонує токсичний розчинник. Хаус розуміє, що йому потрібно зробити обстеження навколишнього середовища, і добровольці допомагають. Однак він призначає біопсію легені на саркоїдоз.
Учні розуміють, що комп'ютер належить Кадді. Хаус посилається на фільм «Мисливці за привидами». Вони думають, що Кадді зла, тому що Хаус переглянув її комп'ютер, але він каже їм, що Кадді вже була божевільна і намагалася все виправити. Хтось із інших гостей називає Хауса дебілом.
Хаус починає описувати, як вони отримали ноутбук Кадді, але студент каже, що сцена прямо з «Громила і Стрибунець». Він прив'язується до наступного сюжета з фільма «Справа Томаса Крауна» . Рекламний агент хоче говорити, і Хаус готовий йому дозволити, але учні протестують.
Нарешті Хаус визнає, що він випустив сірководень і аміак у клініку та кричав, що стався витік газу. Надягаючи затички для носа, він прослизнув до кабінету Кадді, щоб взяти її комп'ютер.
Повернувшись до кабінету директора, дівчина каже, що не має значення, як він вкрав комп'ютер, вона хоче знати, чому. Мабуть, Вілсон задав те саме питання. Хаус каже, що знає, чому Кадді зла, але йому потрібно дізнатися, як зняти її з розуму, прочитавши її особистий щоденник. Він визнає, що вона зла просто тому, що він поводився так, як зазвичай. Йому потрібно зробити щось велике, щоб покращити ситуацію. Вілсон починає давати Хаусу можливі паролі, але вони не працюють. Форман приходить із справою сусіда по кімнаті, і Хаус каже йому розібратися — він зайнятий.
Студенти не вірять, що Хаус не працював над справою. Він розповідає їм, що пацієнти помирають щодня і не всі вони цікаві.
У кабінеті директора дівчина все ще тисне на нього. Хаус каже їй, що Кадді божевільна, тому що вона генетично схильна робити багато речей. Дівчина каже, що вона сприймає це як означало, що Кадді зла, тому що вона дівчина. Хаус вважає, що дівчина теж сердиться на нього, але хлопець каже, що вона не така. Хаус нагадує йому, що вона сказала, але хлопець каже, що знав, що вона не мала цього на увазі.
Вони описують іншу сцену на ігровому подвір'ї, коли вони разом стрибають через скакалку. Він виграє, і тут була ставка — він просить поцілунку. Він вважає, що вона навмисно програла, щоб виглядало, ніби вона не хотіла його цілувати, щоб її друзі не дражнили її. Однак вона каже, що не думала, що програє. Вона знову починає наполягати на тому, чому Кадді так розлютилася.
Він каже їй, що був у Кадді, збираючись їхати. Вона просить його винести сміття, але він скаржиться, що у нього дуже болить нога. Вона починає йогу й чує, як її кличе Рейчел Кадді. Потім Хаус зізнається, що залишив сидіння унітазу піднятим, скористався зубною щіткою Кадді і просто залишив безлад. Дівчина думає, що це огидно, і що Кадді злиться, що він не слухає. Потім він каже їй, що Кадді була засмучена через це, оскільки він знищує зубну щітку, коли користується нею, і Кадді продовжує наполягати, щоб він використовував зубну щітку, яку він купив для неї. Дівчина розуміє, що він лише слухає Кадді, щоб сказати їй, що вона не права. Хаус каже їй, що ніхто більше в лікарні не протистоїть Кадді, тому що вона бос. Нарешті вони розповідають Хаусу, як вона отримала синяк на оці. Вони грали в хокей, і він влучив їй шайбою в око. Дівчина тисне про ноутбук.
Доктор Гурані знаходить Хауса за своїм столом, працюючи над ноутбуком Кадді. Нарешті Хаус проникає в щоденник Кадді. Гурані виганяє Хауса з офісу та забирає ключ від офісу. Хаус робить комплімент дружині Гурані, коли він йде, і через мить Гурані розуміє, що Хаус перебирав його речі та знайшов її еротичне фото.
Раптово обман лікаря на День кар'єри розкривається, тому що клас вважав Хауса доктором Гурані. Двоє дітей розуміють, чому Хаус у кабінеті директора. Форман дзвонить Хаусу і повідомляє, що тест на саркоїдоз у пацієнта дав негативний результат. Хаус хоче, щоб він все одно лікував це. Хлопець хоче знати, чому Хаус використав ім'я Гурані, а дівчина хоче знати про журнал. Хлопець скептично ставиться до зубної щітки та сміття, але Хаус каже їм, що він повернувся, і Кадді не впустила його через це. Кадді каже Хаусу, що він завжди правий і завжди має бути правим, але Хаус не розуміє, чому це проблема. Вона хоче, щоб він піклувався про те, чого хочуть інші, і звинувачує його в тому, що він не піклується про неї.
Дівчина повторює, що його проблема в тому, що він не слухає Кадді. Хлопець хоче знати, що він зробив, щоб виправити це. Хаус розповідає їм, що Кадді хотіла залучити Рейчел до тієї самої школи, у якій вони навчаються, але не змогла. Хаус знав, що Сенфорд Уеллс також був членом шкільної ради, і запитує від імені Кадді, знаючи, що вона ніколи не зробить цього, тому що вона занадто етична, щоб використовувати свої зв'язки таким чином. Уеллс просить його про послугу.
Тим часом Хаус все ще наполягає, що сусідка по кімнаті має саркоїдоз. Однак поки він розмовляє по мобільному та їде за кермом, він стикається з автомобілем рекламника. Хаус називає себе Гурані. Він пояснює дітям, що аварія сталася не більше ніж на 20 % з його вини.
Повернувшись у клас, Хаус все ще намагається стверджувати, що він Гурані, але студенти не вірять, і рекламник приходить подивитися на його посвідчення. Вони вступають у бійку, коли вчителька, яка спіймала учнів за поцілунками, приходить навести порядок.
Хлопець дивується, чому Хаус не злетів. Він думає, що Кадді якось дізнається. Хлопець наполягає, що злетить, але дівчина йому заперечує. Вона розповідає Хаусу, що напередодні він не зміг поцілуватись і зізнався, що зрадив парі зі скакалкою. Вона каже Хаусу припинити грати з Кадді. Хлопець каже Хаусу, що дівчина може бути владною, але зазвичай має рацію. До кабінету заходить директор.
Директор запитує Хауса, божевільний він чи дурний. Він просить інший варіант, але вона йому його не дає. Він зізнається, що думав лише про себе. Директор розмовляв з Уеллсом і знає про Кадді. Вона каже йому, що рекламник, мабуть, уже викликав поліцію щодо нього. Хаус просить її відпустити Рейчел до дошкільного закладу, але директор усе ще вважає, що Хаус робить це, щоб допомогти собі. Директор запевняє Хауса, що вона знає, як це — бути комусь потрібним, але також знає, як це — бути відповідальним, і що Хаусу краще подорослішати. Хаус бачить копію «Принцеси на горошині» і щось розуміє. Він просить вибачення.
Він повертається до сусіда по кімнаті й каже йому, що це їжа — досить маленька, щоб потрапити не в ту трубу, але надто велика, щоб її вимити під час бронхіального лаважу. Це не відображатиметься під час сканування та не реагує на лікування. Хаус планує дослідницьку операцію. Він вважає, що пацієнт вдихнув горошину.
Хаус йде до Кадді, щоб вибачитися. Кадді каже, що він повинен вибачитися перед Уеллсом. Хаус каже, що намагався подбати про потреби Кадді та Рейчел. Кадді зазначає, що він викинув її комп'ютер у смітник, але Хаус сказав, що викинув його у смітник, знаючи, що двірник знайде та поверне його. Він просить ще один шанс. Він зізнається, що сам був на дні кар'єри. Він збирається йти, але вона запрошує його на вечерю. Він приніс свою зубну щітку.

## Остаточний діагноз в серії
Остаточний діагноз —Стороннє тіло в дихальних шляхах.